# 자훙성
자훙성(중국어 간체자: 贾宏声, 정체자: 賈宏聲, 병음: Jiǎ Hóngshēng, 가굉성, 1967년 3월 19일 ~ 2010년 7월 5일)는 중화인민공화국의 영화 배우, 연극 배우이다. 저우쉰의 전 남자 친구이기도 하다. 2001년 싱가포르국제영화제 실버스크린상을 받았다. 하지만 그는 마약 중독자였고, 결국은 우울증에 시달렸다. 2010년 7월 5일, 베이징의 한 빌딩 14층에서 투신자살하였다.

## 출연 작품
- 지난 날 (2001)
- 수쥬 (2000)
- 극도한랭 (1996)
- 주말의 연인 (1995)
- 흑화 (1993)
- 흑설 (1992)
- 은뱀 사건 (1988)